# Poliedro monostabile
In geometria, un poliedro è detto monostabile (o unistabile) quando "rimane stabile se poggiato su una sola delle sue facce".
I poliedri monostabili furono studiati intorno al 1969 da John Conway, M. Goldberg e Richard Guy. Essi trovarono, per lo spazio in tre dimensioni, un poliedro monostabile con 19 facce; nel 2013 Alexander Reshetov è riuscito ad individuarne uno con sole 14 facce.
Diverse tartarughe, tra cui la tartaruga stellata indiana, hanno un guscio monostabile (Rehmeyer, 2007).

## Definizione
Un poliedro di densità costante è detto monostabile quando si mantiene stabile se poggiato su una e una sola delle sue facce.
Alternativamente, si può dimostrare che esso è monostabile se una e solo una delle proiezioni ortogonali condotte dal baricentro verso le facce rimane all'interno della rispettiva faccia.

## Alcune proprietà
- Nessun poligono nel piano è monostabile. Ciò è stato dimostrato da V. Arnold tramite l'applicazione del teorema dei quattro vertici.
- Non esistono simplessi monostabili nello spazio fino a 8 dimensioni. La dimostrazione per lo spazio a 3 dimensioni è dovuta a Conway. Per le dimensioni fino a 6 è dovuta a R. J. M. Dawson. Per le dimensioni 7 e 8 la non esistenza è stata dimostrata da R. J. M. Dawson, W. Finbow e P. Mak.
- Esistono simplessi monostabili per la dimensione 10 e superiori (R. J. M. Dawson).